# Dave Attell
David "Dave" Attell (født 18. januar 1965) er en amerikansk filmskuespiller.